# Jeu de caractères supplémentaire de Hong Kong
Le jeu de caractères supplémentaire de Hong Kong (en anglais Hong Kong Supplementary Character Set, en chinois ou cantonais 香港增補字符集, fréquemment évoqué par son sigle anglais HKSCS) est un jeu de sinogrammes — 4 702 au total lors de la première parution — utilisé exclusivement en cantonais. Il constitue une évolution de son prédécesseur, le jeu de caractères chinois du gouvernement (Government Chinese Character Set, 政府通用字庫, ou GCCS). Le GCCS était un jeu supplémentaire de caractères chinois codé dans les zones de codage optionnelles du jeu de caractères Big5. Il fut utilisé par le gouvernement de Hong Kong puis par le public en général. Son évolution vers le jeu de caractères supplémentaire de Hong Kong correspond à son inclusion dans la norme internationale ISO/CEI 10646.

## Versions
| Version                             | Nombre de caractères | Date de publication |
| ----------------------------------- | -------------------- | ------------------- |
| GCCS                                | 3049                 | 1995                |
| HKSCS (désormais appelé HKSCS-1999) | 4702                 | 1999-9              |
| HKSCS-2001                          | 4818                 | 2001-12             |
| HKSCS-2004                          | 4941                 | 2005-5              |
| HKSCS-2008                          | 5009                 | 2009-12             |
| HKSCS-2016                          | 5033                 | 2017-5              |